# Skräddaren i Panama
Skräddaren i Panama (engelska: The Tailor of Panama) är en irländsk-amerikansk film från 2001 av John Boorman, med bland andra Pierce Brosnan och Geoffrey Rush i rollerna.
Filmen är baserad på en roman av John le Carré med samma titel.

## Rollista
| Pierce Brosnan      | – Andrew 'Andy' Osnard          |
| Geoffrey Rush       | – Harold 'Harry' Pendel         |
| Jamie Lee Curtis    | – Louisa Pendel                 |
| Leonor Varela       | – Marta                         |
| Brendan Gleeson     | – Michelangelo 'Mickie' Abraxas |
| Harold Pinter       | – Uncle Benny                   |
| Catherine McCormack | – Francesca Deane               |
| Daniel Radcliffe    | – Mark Pendel                   |
| Lola Boorman        | – Sarah Pendel                  |
| David Hayman        | – Luxmore                       |
| Mark Margolis       | – Rafi Domingo                  |
| Martin Ferrero      | – Teddy, the Reporter           |
| John Fortune        | – Maltby                        |
| Martin Savage       | – Stormont                      |
| Edgardo Molino      | – Juan-David                    |